# Aida (imię)
Aida – imię żeńskie. Obchodzi imieniny obchodzi 2 stycznia i 28 lipca.

## Imię w sztuce
- Aida – etiopska niewolnica, tytułowa bohaterka opery Giuseppe Verdiego pod tytułem Aida oraz musicalu Aida

## Osoby noszące to imię
- Aida Bella
- Aida Kosojan-Przybysz
- Aida Ndoci
- Aida Turturro
- Aida Amer